# イーグル工業
イーグル工業株式会社（イーグルこうぎょう、英: EAGLE INDUSTRY CO.,LTD.、略称: EKK）は、東京都港区に本社を置く自動車・建設機械、船舶、航空機や石油精製・石油化学プラント、半導体製造装置、原子力発電所向けのメカニカルシール、特殊バルブ等を製造・販売する機械部品メーカー。
メカニカルシールの大手メーカーであり、国内シェアの70%を占める。

## 概要
回転機器内部の液体の漏れを防ぐメカニカルシール大手。自動車向けの同製品では首位。他にコントロールバルブなど特殊バルブの製造・販売を手掛ける。
1956年、ゴム系のオイルシールメーカーである日本オイルシール（現・NOK）がメカニカルシールの開発に着手し、1964年、日本シールオールを設立。1978年に現在の社名に変更した。

## 主要事業・製品
自動車・建設機械業界向け事業、一般産業機械業界向け事業、半導体業界向け事業、舶用業界向け事業、航空宇宙業界向け事業の5つのセグメントを持つ。

### 自動車・建設機械業界向け事業
主力は自動車・建設機械業界向け製品である。エンジンやカーエアコンなどに使うメカニカルシールやベローズ、バルブ、アキュムレータなどを供給している。
世界シェアはウォーターポンプ用シールで65％、コントロールバルブで70％、リップシールは90％を占める。

### 一般産業機械業界向け事業
大型コンプレッサーに使うガスシール、プロセスポンプのメカニカルシール、エネルギー産業では発電機用ガスタービンや蒸気タービンに使われるシール群を製造・販売。

### 半導体業界向け事業
半導体製造装置向け磁性流体シールやOリング、溶接金属ベローズ、ロータリージョイントなどを製造・販売。

### 舶用業界向け事業
海舶用シール装置最大手。小型漁船等の内航船向けから大型タンカー、豪華客船の外航船向けの品目を製造している。
船尾管シール装置、油潤滑用船尾管軸受、船尾管用潤滑剤などの製造・販売を手掛ける。

### 航空宇宙業界向け事業
液体ロケットターボポンプ用シール、航空エンジン用メカニカルシールなどの製造販売をおこなう。
航空機やロケット部品の製造に本格的に参入し、H-2A, H-2Bなどの国産ロケットや国際宇宙ステーションの日本実験棟『きぼう』のアキュムレータ、国産人工衛星のバッテリー部品なども納入した。

## 沿革[4]
- 1964年（昭和39年）10月 - 日本シールオール株式会社として設立。
- 1965年（昭和40年）4月 - 埼玉事業場を新設。
- 1966年（昭和41年）2月 - 本店を東京都港区芝大門1丁目12番15号に移転。
- 1971年（昭和46年）4月 - 岡山事業場を新設。
- 1978年（昭和53年）6月 - 商号をイーグル工業株式会社に変更。
- 1979年（昭和54年）6月 - 本店を東京都港区芝公園2丁目６番15号に移転。
- 1982年（昭和57年）1月 - 東京証券取引所市場第二部に株式を上場。
- 1985年（昭和60年）4月 - 有漢精密株式会社（現・岡山イーグル）を設立。
- 1989年（平成元年）
  - 3月 - イーグル工機株式会社を設立。
  - 8月 - 本店を東京都港区芝大門１丁目12番15号に移転。
- 1990年（平成2年）11月 - 島根イーグル株式会社を設立。
- 1991年（平成3年）9月 - 東京証券取引所市場第一部に株式を上場（指定替え）。
- 1996年（平成8年）2月 - イーグル精密株式会社を設立。
- 1998年（平成10年）
  - 4月 - イーグル精密とイーグル工機が合併し、商号を新潟イーグル株式会社（現・イーグルブルグマンジャパン）に変更。
  - 10月 - 新潟イーグルが昭和冶金工業を吸収合併。
- 2002年（平成14年）9月 - 中国にイーグルインダストリー（WUXI）CO.,LTD.を設立。
- 2004年（平成16年）1月 - 神戸製鋼所からコベルコ・マリンエンジニアリングの株式65％を取得。同社はコベルコイーグル・マリンエンジニアリング株式会社に商号変更。
- 2005年（平成17年）10月 - 一般産業機械業界向けメカニカルシール等について、ブルグマン社との合弁事業契約を締結。
- 2009年（平成21年）
  - 3月 - インドのイーグル・シールズ・アンド・システムズ・インディアLTD.（存続会社）とブルグマンインディアPVT.LTD.を合併、商号をイーグルブルグマンインディアPVT.LTD.に変更し、インドにおけるメカニカルシール事業を強化。
  - 4月 - イーグルブルグマンジャパンの株式25％をブルグマンインターナショナルGmbHに売却。
  - 9月 - ブルグマンインダストリーGmbH&Co.KG（現・イーグルブルグマンジャーマニーGmbH&Co.KG）に25％出資。
- 2010年（平成22年）
  - 5月 - コベルコイーグル・マリンエンジニアリングを完全子会社化し、KEMEL株式会社に商号変更。
  - 11月 - 欧州における自動車業界向け事業統轄のため、イーグルホールディングヨーロッパB.V.を設立。
- 2012年（平成24年）
  - 4月 - KEMELを吸収合併。
  - 11月 - メキシコにEKKイーグルインダストリーメキシコS.A. de C.V.を設立。
- 2017年（平成29年）2月 - 本社事務所を東京都港区芝公園2丁目4番1号に移転。
- 2022年（令和4年）4月 - 東京証券取引所の市場区分の見直しにより、東京証券取引所の市場第一部からプライム市場に移行。

## 所在地[5]

### 国内拠点
- 本社 - 東京都港区
- 埼玉事業場 - 埼玉県坂戸市
- つくば事業場 - 茨城県つくば市
- 岡山事業場 - 岡山県高梁市
- 高砂事業場 - 兵庫県高砂市
- 呉工場 - 広島県呉市
- 仙台支店 - 宮城県仙台市
- 水戸支店 - 茨城県水戸市
- 北関東支店 - 埼玉県本庄市
- 東京支店 - 東京都港区
- 名古屋支店 - 愛知県名古屋市
- 大阪支店 - 大阪府大阪市
- 神戸支店 - 兵庫県明石市
- 広島支店 - 広島県広島市
- 九州支店 - 福岡県福岡市

### 海外拠点
- EKK Eagle Asia Pacific Pte. Ltd.(シンガポール)
- EKK Eagle (Thailand) Co., Ltd.(タイ)
- P.T. Eagle Industry Indonesia(インドネシア)
- NEK Co., Ltd.(韓国)
- NEK Co., Ltd Marine Division(韓国)
- NEK Co.,Ltd. Aerospace Divsion(韓国)
- Eagle Industry (Wuxi) Co., Ltd.(中国)
- Eagle Industry Sales (Shanghai) Co., Ltd.(中国)
- KEMEL Sales & Service (Shanghai) Co., Ltd.(中国)
- Eagle Sealing Research & Development (Wuxi) Co., Ltd.(中国)
- Eagle Industry Taiwan Corporation(台湾)
- EKK Eagle Products India Pvt. Ltd.(インド)
- KEMEL EUROPE LIMITED(イギリス)
- Eagle Simrax B.V.(オランダ)
- EKK Sales Europe B.V.(オランダ)
- Eagle Industry France S.A.S.(フランス)
- Eagle ABC Technology(フランス)
- Eagle Actuator Components GmbH & Co. KG(ドイツ)
- Eagle Industry Hungary Kft.(ハンガリー)
- EKK Eagle America Inc. (KEMEL USA)(アメリカ)
- EKK Eagle America Inc.(ART)(アメリカ)
- EKK Eagle America Inc.(EKKSC)(アメリカ)
- EKK Eagle America Inc.(アメリカ)
- EKK, Inc.(アメリカ)
- EKK Eagle America Inc.(EKK Flexible Coupling Service Center)（アメリカ）
- EKK Eagle Industry Mexico S. A. de C. V.(メキシコ)

## 関連会社[6]
- NOK
- イーグルブルグマンジャパン
- バルコム
- 北海道イーグル
- 島根イーグル
- 広島イーグル
- 岡山イーグル
- イーグル・エンジニアリング・エアロスペース(2023年1月1日にイーグル工業に吸収合併予定)
- イーグルハイキャスト